# Мітчелл (округ, Північна Кароліна)
Шаблон:StateAbbr_ 36°01′ пн. ш. 82°10′ зх. д. / 36.01° пн. ш. 82.16° зх. д.
Округ Мітчелл (англ. Mitchell County) — округ (графство) у штаті Північна Кароліна, США. Ідентифікатор округу 37121.

## Історія
Округ утворений 1861 року.

## Демографія
За даними перепису
2000 року
загальне населення округу становило 15687 осіб, усе сільське.
Серед мешканців округу чоловіків було 7666, а жінок — 8021. В окрузі було 6551 домогосподарство, 4737 родин, які мешкали в 7919 будинках.
Середній розмір родини становив 2,82.
Віковий розподіл населення поданий у таблиці:
| Стать    | До 15 років | 15-21 | 22-29 | 30-39 | 40-49 | 50-65 | 65-85 | Понад 85 |
| -------- | ----------- | ----- | ----- | ----- | ----- | ----- | ----- | -------- |
| Чоловіки | 1418        | 633   | 679   | 1086  | 1129  | 1513  | 1129  | 79       |
| Жінки    | 1302        | 539   | 655   | 1072  | 1188  | 1556  | 1472  | 237      |

## Суміжні округи
- Картер, Теннессі — північ, північний схід
- Ейвері — північний схід
- Макдавелл — південь
- Янсі — південний захід
- Юнікой, Теннессі — північ, північний захід

## Виноски
1. ↑  U.S. Decennial Census. United States Census Bureau. Архів оригіналу за 19 липня 2018. Процитовано 18 січня 2015.
2. ↑  Historical Census Browser. University of Virginia Library. Архів оригіналу за 11 серпня 2012. Процитовано 18 січня 2015.
3. ↑  Forstall, Richard L., ред. (27 березня 1995). Population of Counties by Decennial Census: 1900 to 1990. United States Census Bureau. Архів оригіналу за 3 березня 2015. Процитовано 18 січня 2015.
4. ↑  Census 2000 PHC-T-4. Ranking Tables for Counties: 1990 and 2000 (PDF). United States Census Bureau. 2 квітня 2001. Архів оригіналу (PDF) за 18 грудня 2014. Процитовано 18 січня 2015.
5. ↑  State & County QuickFacts. United States Census Bureau. Архів оригіналу за 6 червня 2011. Процитовано 27 жовтня 2013.(англ.) Наведено за англійською вікіпедією.
6. ↑  American FactFinder. Бюро перепису населення США. Архів оригіналу за 26 лютого 2012. Процитовано 31 січня 2008.

| США | Це незавершена стаття з географії США. Ви можете допомогти проєкту, виправивши або дописавши її. |